# Güell-Pavillons
Die Pavellons Güell (katalanisch für „Güell-Pavillons“) in Barcelona sind ein Werk des katalanischen Architekten Antoni Gaudí. Früher vor den Toren der Stadt gelegen, liegt das Anwesen heute im Stadtteil Pedralbes in der Avinguda Pedralbes 7. Den Auftrag für den Bau erteilte der Industrielle Eusebi Güell, womit die langjährige Zusammenarbeit der beiden begann. Gaudí entwarf ein Pförtnerhaus, einen Pferdestall und die Umfriedungsmauer der bereits bestehenden Finca Güell. Dieses Landgut hatte der Vater des Bauherrn 1860 erworben. Auf dem weitläufigen, baumreichen Areal stand bereits ein Haus aus der Mitte des 19. Jahrhunderts von Joan Martorell (heute Palau Reial de Pedralbes). Nach dem Tod Güells stiftete dessen Sohn den Besitz der Stadt Barcelona.
Das Pförtnerhaus besteht aus einem einzigen, achteckigen Stockwerk samt Kuppel, dem zwei rechteckige Bauten angeschlossen sind, und liegt dem Haupteingangstor zur Linken. Der Pferdestall, zur Rechten, bildet ein längliches Rechteck, das durch seine parabelförmigen Bögen und eine Kuppel geprägt ist. Beide Pavillons fügen sich direkt in die Umfriedungsmauer ein.

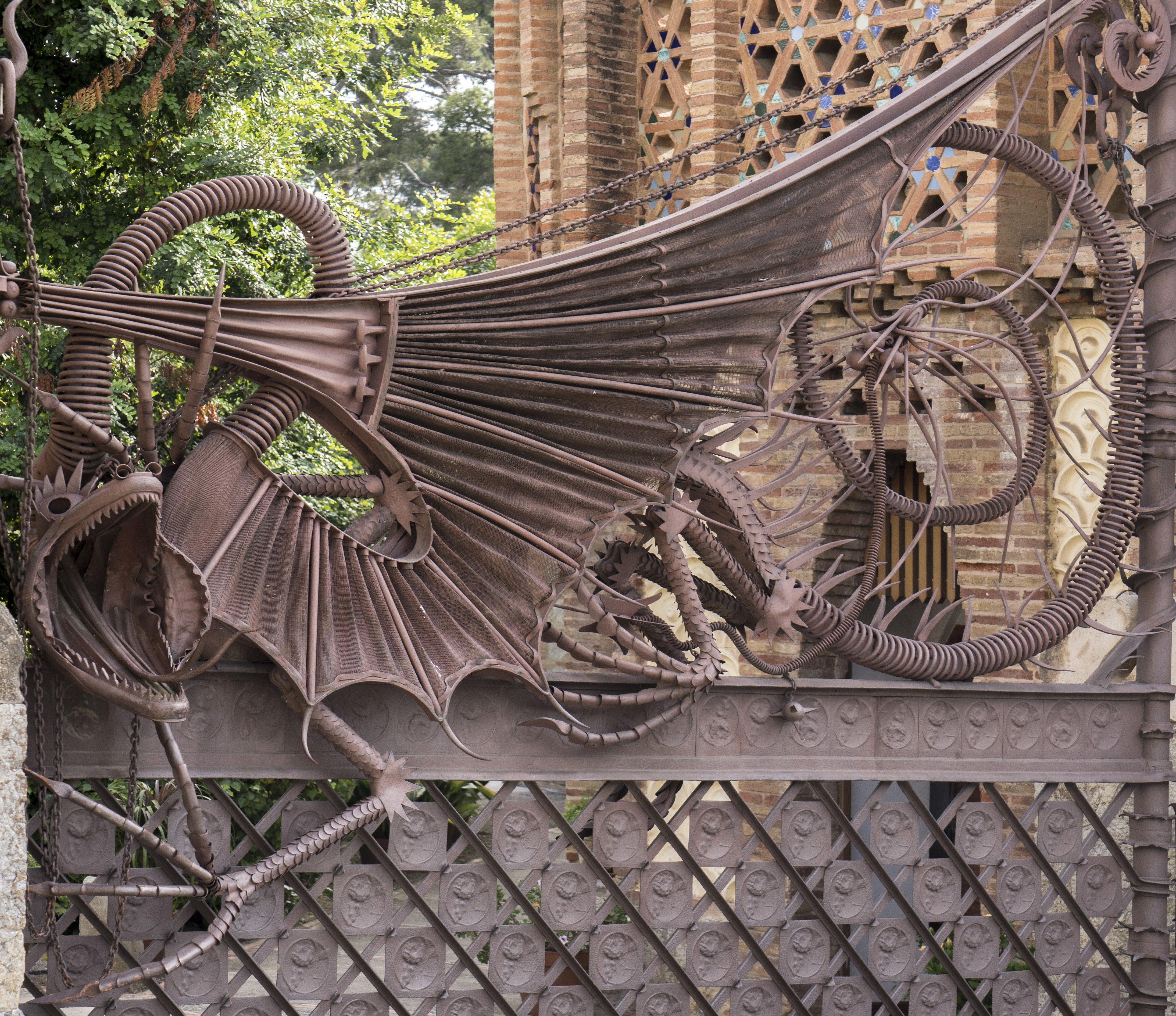
Das Drachentor

Der bekannteste Teil ist wahrscheinlich das eiserne Haupteingangstor. Es gilt als ein Meisterwerk der Schmiedekunst und stellt einen Drachen Ladon mit weit aufgerissenem Maul und gespreizten Flügeln dar, der in diesem Fall aber keine Äpfel, sondern Orangen bewacht. Der bedrohliche Eindruck wird verstärkt durch einen Mechanismus, durch den beim Öffnen des Tores die Klauen bewegt werden. 
An diesem frühen Werk Gaudís zeigen sich bereits Grundzüge seines eigenwilligen Stils wie die Kombination verschiedener Werkstoffe (Ziegelstein und Eisen), der Einsatz von Keramik in all ihrer Farbigkeit und die geschwungenen naturalistischen Linien und Formen.
Mit dem Ausbau der Avinguda Diagonal wurde das Gelände der Finca geteilt. In den 1950er Jahren erwarb die Universität Barcelona das Ensemble, das 1969 unter Denkmalschutz gestellt wurde. Die Ställe beherbergen seit 1978 den seit 1956 bestehende Càtedra Gaudí (Gaudí-Lehrstuhl) der Universität von Barcelona.